# Dunaszentbenedek
Dunaszentbenedek este un sat în districtul Kalocsa, județul Bács-Kiskun, Ungaria, având o populație de 893 de locuitori (2011). 

## Demografie
Componența etnică a satului Dunaszentbenedek
     Maghiari (95,11%)
     Romi (3,22%)
     Necunoscut (0,9%)
     Germani (0,77%)
     Alții (0,9%)
Componența confesională a satului Dunaszentbenedek
     Reformați (36,73%)
     Fără religie (1,9%)
     Necunoscută (60,92%)
     Luterani (0,45%)
Conform recensământului din 2011, satul Dunaszentbenedek avea 893 de locuitori. Din punct de vedere etnic, majoritatea locuitorilor (95,11%) erau maghiari, cu o minoritate de romi (3,22%). Apartenența etnică nu este cunoscută în cazul a 0,9% din locuitori. Nu există o religie majoritară, locuitorii fiind reformați (36,73%) și persoane fără religie (1,9%). Pentru 60,92% din locuitori nu este cunoscută apartenența confesională.